# Feel your breeze/one
《Feel your breeze／one（V6 feat. Shoo (S.E.S.)）》는 2002년 6월 12일 발매한 V6의 21번째의 싱글이다.

## 설명
- 더블A사이드 (양A면) 싱글로서는 공식적으로는 2번째 싱글이다.
- 오리콘 차트 싱글 차트 1위를 기록한 V6의 10번째 싱글이기도 하다.
- 음반 유통을 담당하는 avex trax의 복제 방지 기술 시스템의 따라서 이 싱글부터는 CCCD (Copy Control CD, 카피 컨트롤 CD)로 발매되었다.
- 《고쿠센》의 한국 방송으로 한국에서 가장 익숙한 V6의 곡이기도 하다.

## 한국 발매
- 한국의 여자 그룹 S.E.S.의 슈가 이 앨범의 참여한 것을 계기로 한국에도 발매가 되었다.
- 한국 발매 싱글에는 〈Feel your breeze〉를 수록하지 않았고, 대신 〈LET'S SING A SONG〉를 타이틀로 하여 《one/LET'S SING A SONG》으로 발매되었다.
- 이것을 계기로, V6는 2002년 드림콘서트의 일본 가수 최초로 참여하기도 하였다. 이후, S.E.S.의 뮤직비디오 〈Just a Feeling〉에는 멤버 이노하라 요시히코가 카메오 출연을 하였다.
- 〈one〉의 뮤직비디오는 한국어, 일본어 따로 촬영되었다.

## 수록곡
1. Feel your breeze
  - 작사：무라노 나오타마, 작곡：미야자키 아유미, 편곡：스즈키 켄지
  - NTV 드라마 《고쿠센》 주제가.
2. one (Japanese version) / V6 feat. Shoo (S.E.S.)
  - 작사：우에다 기우도, 작곡/편곡：스즈키 켄지
  - 후지TV 《VivaVivaV6》 주제곡, 한일 합작 뮤지컬 《동아비련》주제곡
3. LET'S SING A SONG (Japanese version) / V6 feat. Shoo (S.E.S)
  - 작사：motsu, 작곡：아라키 마키히코, 편곡：h-wonder
4. one (Korean version) / V6 feat. Shoo (S.E.S.)
  - Korean lyrics：Shoo
5. LET'S SING A SONG (Korean version) / V6 feat. Shoo (S.E.S.)
  - Korean lyrics：Shoo Rap lyrics by Stephen McKnight & Shoo
6. Feel your breeze [Instrumental]
7. one (Japanese version)[without a female vocal]
8. LET'S SING A SONG (Japanese version)[without a female vocal]